# Целюлозно-паперова промисловість
Целюло́зна промисло́вість (офіційна назва Целюло́зно-паперо́ва промисло́вість) — галузь промисловості, яка хімічно переробляє деревину (також очерет, солому хлібних рослин та ін.) на волокнисту масу, що є сировиною для виготовлення целюлози, паперу, картону, штучного волокна, пластичних мас тощо; значна частина целюлози йде також на виробництво вибухівки. Тому що останнім часом вона стала основною сировиною паперової промисловості, цю галузь називають тепер целюлозно-паперовою промисловістю.

## В Україні
Паперова промисловість постала в Україні на поч. 16 ст., у другій пол. 19 ст. розвинулося машинне виробництво паперу. Продукція паперу і картону становила на поч. 20 ст. понад 38000 т на рік; згодом (у тис. т): 1928 — бл. 37, 1940 — 48,5 (0,5 % всієї продукції СРСР), 1965 — 428,6 (0,6 %). Натомість целюлозна промисловість постала в Україні щойно на поч. 20 ст. і розвивалася дуже повільно (тис. т, у дужках у відсотках до всього СРСР), 1940 — 2,8 (0,5), 1965 — 76,3 (3 %). Подальше зростання паперової та целюлозної промисловості за pp. у тис. т (у дужках % до всього СРСР):
| Рік  | Целюлоза      | Папір і картон |
| ---- | ------------- | -------------- |
| 1970 | 131,2 (2,3 %) | 513,4 (6,4 %)  |
| 1975 | 133,7 (2,6 %) | 600,8 (8,1 %)  |
| 1980 | 105,1 (1,5 %) | 556,5 (6,4 %)  |
| 1982 | 117,7 (1,6 %) | 653,0 (7,3 %)  |

Найбільші паперові і целюлозні фабрики в Україні: Жидачівський (Львівщина) та Понінківський (Хмельниччина) целюлозно-паперові та Херсонський і Ізюмський целюлозні комбінати, Нижне-Дніпровська і Малинська паперові фабрики, Корюківська фабрика технічного паперу. Частину целюлози, яку переробляли на фабриках в Україні, завозили з інших частин СРСР. Проте продукція паперу і ще більше целюлози покривала лише невелику частину попиту України, і їх довозили з РРФСР. Одним з головних підприємств України з целюлозно-паперової промисловості є ПАТ Корюківська фабрика технічних паперів. Вона реалізовує свою продукцію не тільки в Україні, а й за кордоном.